# Пуерто-Рико Айлендерз
Пуерто-Рико Айлендерз (англ. Puerto Rico Islanders) — розформований професіональний футбольний клуб з міста Баямон (Пуерто-Рико). Існував з 2003 по 2012 роки. Виступав у 1-мі дивізіоні USL, а у 2011—2012 роках грав у Північноамериканській футбольній лізі –  футбольному дивізіоні 2-го рівня США і Канади.
«Пуерто-Рико Айлендерз» був переможцем регулярного чемпіонату USL-1 у 2008 році і того ж року був фіналістом плей-оф. У 2010 році був чемпіоном об'єднаного 2-го дивізіону (англ. USSF Division 2 Professional League).
Клуб тричі був учасником групової стадії Ліги чемпіонів КОНКАКАФ, а в сезоні 2008—2009 дістався півфіналу цього турніру.
Домашні матчі проводив на стадіоні «Хуан Рамон Лубріель» у Баямоні.
У 2013 році повідомлялося, що клуб тимчасово протягом одного року не гратиме у чемпіонаті NASL, щоб провести реорганізацію. Проте вже в серпні 2013 року керівництво клубу оголосило, що «Пуерто-Рико Айлендерз» не відновить участь у чемпіонаті NASL через неможливість забезпечити належне фінансування.